# 神奈川県立瀬谷支援学校
神奈川県立瀬谷支援学校は、神奈川県横浜市瀬谷区竹村町に所在する特別支援学校。学部は小学部・中学部・高等部を設置し、知的障害を有する児童生徒を対象としている。また、神奈川県立大和東高等学校内に大和東分教室、神奈川県立大和南高等学校内に大和南分教室を設置している。

## 沿革
- 1971年
  - 1月1日 - 県立初の知的障害単独の特別支援学校として、「ゆうかり園」に瀬谷養護学校を設置。
- 1971年
  - 8月 - 現在の横浜市瀬谷区竹村町の校舎に移転。
- 2005年
  - 4月1日 - 特別支援学校高等部知的障害教育部門の進学希望者増加に対応し、県立大和東高校内に分教室を設置。
- 2012年
  - 4月1日 - 県立大和南高等学校内に分教室を設置。
- 2021年 - 創立50周年を迎える。
- 2023年
  - 4月 - 学校名を「瀬谷養護学校」から「瀬谷支援学校」に改称。
- 2025年 - 開校55周年を迎える。

## 児童・生徒数
- 333名（2025年度）[1]

## スクールバスコース
- 瀬谷ルート
- 大和ルート
- 旭ルート
- 泉ルート
- 二俣川ルート[2]

## 部活動
- ダンス部
- 陸上部
- サッカー部
- 和太鼓部
- アート部
- クッキング部
- ウォーキング部
- バスケットボール部

高等部では、月に1回程度、水曜日の放課後に部活動を実施している。活動は希望制であり、大和東分教室の生徒と合同で行われる。

## 指定地域
本校
- 横浜市旭区、横浜市泉区、横浜市瀬谷区、大和市、ぽらいと・えき、くるみ学園

大和東分教室
- 横浜市、相模原市、藤沢市、大和市、綾瀬市

大和南分教室
- 横浜市、藤沢市、大和市、綾瀬市

## 所在地
本校
〒246-0005　神奈川県横浜市瀬谷区竹村町28-1
大和東分教室
〒242-0011　神奈川県大和市深見1760
大和南分教室
〒242-0014　神奈川県大和市上和田2577